# Minicopa de España Femenina 2022–23
La Minicopa de España Femenina 2022–23 es la quinta edición de la Minicopa de España, una competición de balonmano base paralela a la Copa de la Reina de Balonmano del mismo año, celebrada entre el 21 y el 23 de abril de 2023 en la ciudad de Málaga.

## Sistema de competición
Se juega en formato de grupo de cuatro, donde los primeros clasificados de cada grupo se enfrentan en la final.
Participan los mismos equipos, en categoría cadete, que juegan la Copa de la Reina. 
En la temporada 2022–23 los equipos son: Lacturales bera bera (balonmano bera bera), atticgo Ferretería Industrial Carrus Elche (balonmano Elche), motive.co Gijón balonmano La Calzada (Balonmano La Calzada), Mecalia Atlético Guardés (Atlético Guardés), KH7 Bm. Granollers (Balonmano Granollers), Grafometal La Rioja (Sporting La Rioja), Costa del Sol Málaga Norte (Club Balonmano Femenino Málaga Costa del Sol) y Balonmano Rocasa (Balonmano Remudas).

### Grupos
El sorteo de los grupos se celebró el 23 de febrero en el Patio de Banderas del Ayuntamiento de Málaga. Los primeros de cada grupo se enfrentan en la final de la competición.
| Grupo A                  | Grupo B                                    |
| ------------------------ | ------------------------------------------ |
| Mecalia Atlético Guardés | Grafometal Sporting Viana                  |
| Lacturale bera bera      | atticgo Ferretería Industrial Carrús Elche |
| KH7 Bm. Granollers       | motive.co Gijón Balonmano La Calzada       |
| Balonmano Rocasa         | Fundación Unicaja Costa del Sol Málaga     |

## Campeonato
| Equipo                   | Pts | GF | GC |
| ------------------------ | --- | -- | -- |
| KH7 Bm. Granollers       | 6   | 69 | 30 |
| Balonmano Rocasa         | 3   | 55 | 53 |
| Lacturale bera bera      | 2   | 36 | 51 |
| Mecalia Atlético Guardés | 1   | 40 | 57 |

| Equipo                                     | Pts | GF | GC |
| ------------------------------------------ | --- | -- | -- |
| atticgo Ferretería Industrial Carrús Elche | 6   | 69 | 30 |
| Grafometal Sporting Viana                  | 3   | 55 | 53 |
| Fundación Unicaja Costa del Sol Málaga     | 2   | 36 | 51 |
| motive.co Gijón Balonmano La Calzada       | 1   | 40 | 57 |

### Final
Victoria del KH-7 Granollers ante el Atticgo Ferreterías Industrial Carrús Elche (33:20, 13:9 al descanso) en la final de la quinta edición de la Minicopa de España Femenina. Laura Rabassa fue la máxima anotadora del encuentro con 10 goles y la guardameta y capitana Claudia Girbau fue elegida MVP.